# An Unlucky Present
An Unlucky Present è un cortometraggio muto del 1912 prodotto dalla Nestor. Il nome del regista non viene riportato nei credit del film che aveva come interprete principale Harold Lockwood.

## Trama
Il giovane Frank Hope è diventato finalmente avvocato. Anche se squattrinato, vorrebbe fare un bel regalo alla mogliettina, ma il suo conto è in rosso. Per fortuna riesce a farsi il primo cliente. Si tratta di una ricca signora che, aggredita da due malviventi, è stata salvata dall'intervento del giovane e atletico Frank. Il denaro guadagnato, però, non è ancora sufficiente per il regalo che ha in mente il giovane sposo. Dopo avere impegnato molti dei suoi averi, Frank riesce finalmente ad acquistare un bell'anello: volendo spedirlo in tutta fretta, lo confeziona dentro a una scatola di caramelle che invia alla moglie. Lei, ricevendola, è indispettita perché non si aspettava certo delle caramelle come regalo e butta via la scatola. Frank, aiutato dalla sua ricca cliente, riuscirà a chiarire l'equivoco.

## Produzione
Il film fu prodotto dalla Nestor Film Company.

## Distribuzione
Distribuito negli Stati Uniti dalla Motion Picture Distributors and Sales Company, il film - un cortometraggio di una bobina - uscì nelle sale cinematografiche il 1º gennaio 1912.